# Taeniophora dagua
Taeniophora dagua är en insektsart som beskrevs av Morgan Hebard 1923. Taeniophora dagua ingår i släktet Taeniophora och familjen Romaleidae. Inga underarter finns listade i Catalogue of Life.